# 塚田公太
塚田 公太（つかだ こうた、1885年9月27日 - 1966年6月9日）は日本の実業家。東洋棉花会長、日本織物統制社長、貿易庁長官、倉敷紡績社長、同会長等を務めた。藍綬褒章受章。

## 人物・経歴
新潟県出身。東京高等商業学校（現一橋大学）卒業。三井物産ボンベイ支店員等を経て、三井物産綿花部が独立した東洋棉花に移り、ムンバイ支店長、常務、専務などを経て、1940年東洋綿花会長に就任。1943年トヨタ自動車工業監査役。
日本織物統制社長を経て、1946年公職追放された三井物産出身の向井忠晴に代わり貿易庁長官についたが、その後公職追放となる。
1951年倉敷紡績社長。1955年倉敷紡績会長。日本経営者連盟（のちの日本経営者団体連盟）常任理事等も務めた。1962年藍綬褒章受章。1963年倉敷紡績相談役。1964年勲三等旭日中綬章受章。1966年6月9日、血清肝炎のため聖路加国際病院で死去。

## 著書
- 『よしの髄 : 外遊漫想 』浅井泰山堂 1929年
- 『亡友武内』浅井泰山堂 1934年
- 『鷄肋集 : 敗戰から独立まで』經濟往來社 1953年
- 『鷄肋集 第2』實業之日本社 1959年
- 『鶏肋集 第3』実業之日本社 1965年